# 46656 (số)
46656 (bốn mươi sáu nghìn sáu trăm năm mươi sáu) là một số tự nhiên ngay sau 46655 và ngay trước 46657.